# Octomys mimax
Il ratto viscaccia (Octomys mimax Thomas, 1920) è un roditore della famiglia degli Ottodontidi, unica specie del genere Octomys (Thomas, 1920), endemico dell'Argentina.

## Descrizione

### Dimensioni
Roditore di grandi dimensioni, con la lunghezza della testa e del corpo tra 140 e 330 mm, la lunghezza della coda tra 105 e 179 mm, la lunghezza del piede tra 32,3 e 36,6 mm, la lunghezza delle orecchie tra 21,4 e 27,4 mm e un peso fino a 31 g.

### Caratteristiche craniche e dentarie
Il cranio presenta un rostro sottile e le arcate zigomatiche delicate, le creste sopra-orbitali sono dritte e digvergenti, la flangia laterale del foro infra-orbitale è ben sviluppata e il suo bordo dorsale è libero, non attaccato alle ossa mascellari. Le bolle timpaniche sono grandi. Gli incisivi superiori sono ortodonti oppure opistodonti, ovvero con le punte rivolte verso il basso o verso l'interno della bocca, sono corti e stretti. I denti masticatori hanno una configurazione delle cuspidi a forma di 8. Gli ultimi molari sono ridotti.
Sono caratterizzati dalla seguente formula dentaria:

### Aspetto
Le parti dorsali sono brunastre chiare, mentre le parti ventrali e le zampe sono bianche. Le orecchie sono grandi, apparentemente prive di peli ma ricoperte finemente di piccoli peli bianchi e con altri più lunghi davanti all'apertura. La parte superiorie della cavità orale presenta una densa concentrazione di vibrisse poste lateralmente agli incisivi, in maniera simile al genere Tympanoctomys. Entrambe le zampe hanno cinque dita. La coda è più lunga della testa e del corpo, è scura sopra, più chiara sotto, ricoperta di peli e con un ciuffo all'estremità evidente. Il cariotipo è 2n=56 FN=108.

## Biologia

### Comportamento
È una specie terricola, notturna e solitaria. Si rifugia nei crepacci rocciosi dove le temperature rimangono stabili per tutto il giorno. 

### Alimentazione
Si nutre principalmente di foglie e frutti di Prosopis e in misura minore di Larrea, cacti, sementi ed artropodi.

### Riproduzione
Gli accoppiamenti avvengono nel tardo inverno o nei primi giorni di primavera.

## Distribuzione e habitat
Questa specie è endemica delle province argentine nord-occidentali di La Rioja, Catamarca, Mendoza, San Juan e San Luis.
Vive in ambienti desertici rocciosi fino a 800 metri di altitudine.

## Conservazione
La IUCN Red List, considerato il vasto areale, la popolazione presumibilmente numerosa, la presenza in diverse aree protette e la tolleranza a diversi gradi di modifiche ambientali, classifica O.mimax come specie a rischio minimo (Least Concern).